# Juan Fernández Manrique de Lara
Juan Fernández Manrique de Lara y de Castilla (1398-1493) fue un noble castellano, hijo de Garci IV Fernández Manrique de Lara y de Aldonza de Castilla.
Fue conde de Castañeda y señor de Aguilar, entre otras villas, y desempeñó el cargo de canciller mayor de Castilla. 
Fue tataranieto del rey Alfonso XI de Castilla y a la muerte de su padre, en 1436, heredó el condado de Castañeda.
Falleció en 1493, a los 95 años de edad y fue sepultado en el convento de la Santísima Trinidad de Burgos, junto a sus padres y varios de sus hermanos.

## Matrimonios y descendencia
Contrajo un primer matrimonio con Mencía Enríquez, hija de Alfonso Enríquez de Castilla, almirante de Castilla, y de Juana de Mendoza, aunque no tuvieron descendencia.
Fruto de su segundo matrimonio con Catalina Enríquez de Ribera, nacieron cuatro hijos:
- Garci V Fernández Manrique de Lara (m. 1506), I marqués de Aguilar, III conde de Castañeda,  y canciller mayor de Castilla.
- Juan Manrique, señor de Fuenteguinaldo y otras villas.[3]
- Aldonza Manrique.
- Isabel Manrique. Contrajo matrimonio con Pedro de Velasco, hijo de Hernando de Velasco y de Leonor Carrillo. Posteriormente, contrajo un segundo matrimonio con Sancho Sánchez de Ulloa, conde de Monterrey y señor de Ulloa.[4]

Fruto de una relación extramatrimonial nacieron dos hijos:
- Alonso Manrique
- García Manrique